# Via Ostiense

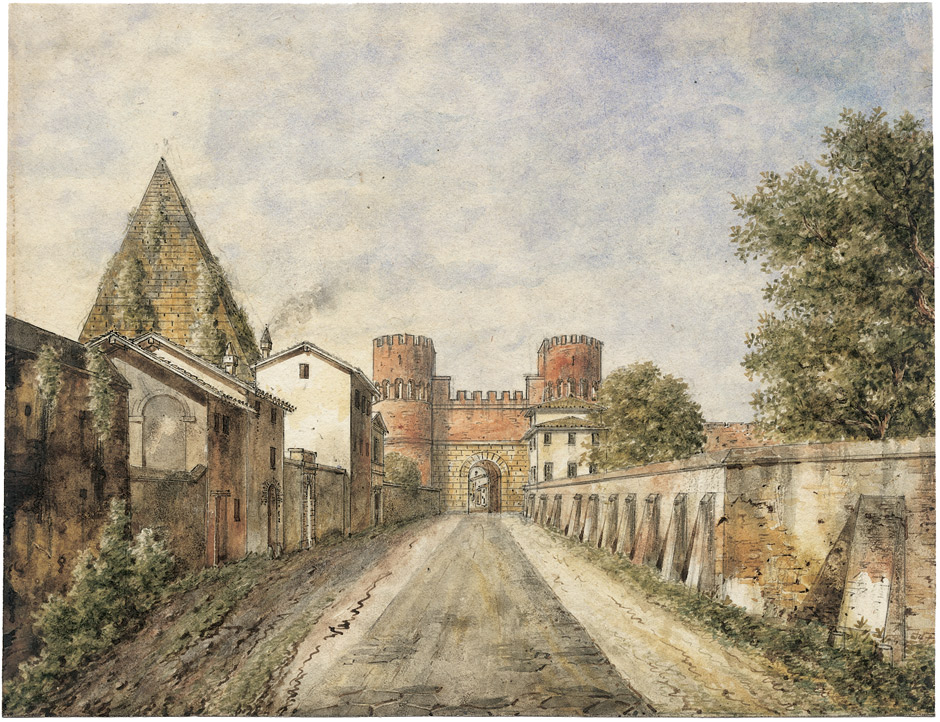
Una veduta del XIX secolo della Porta Ostiense e dell'inizio della via Ostiense

La via Ostiense (in latino: via Ostiensis) era una strada romana che portava da Roma ad Ostia, dopo aver percorso 24 chilometri (16 miglia).

## Percorso

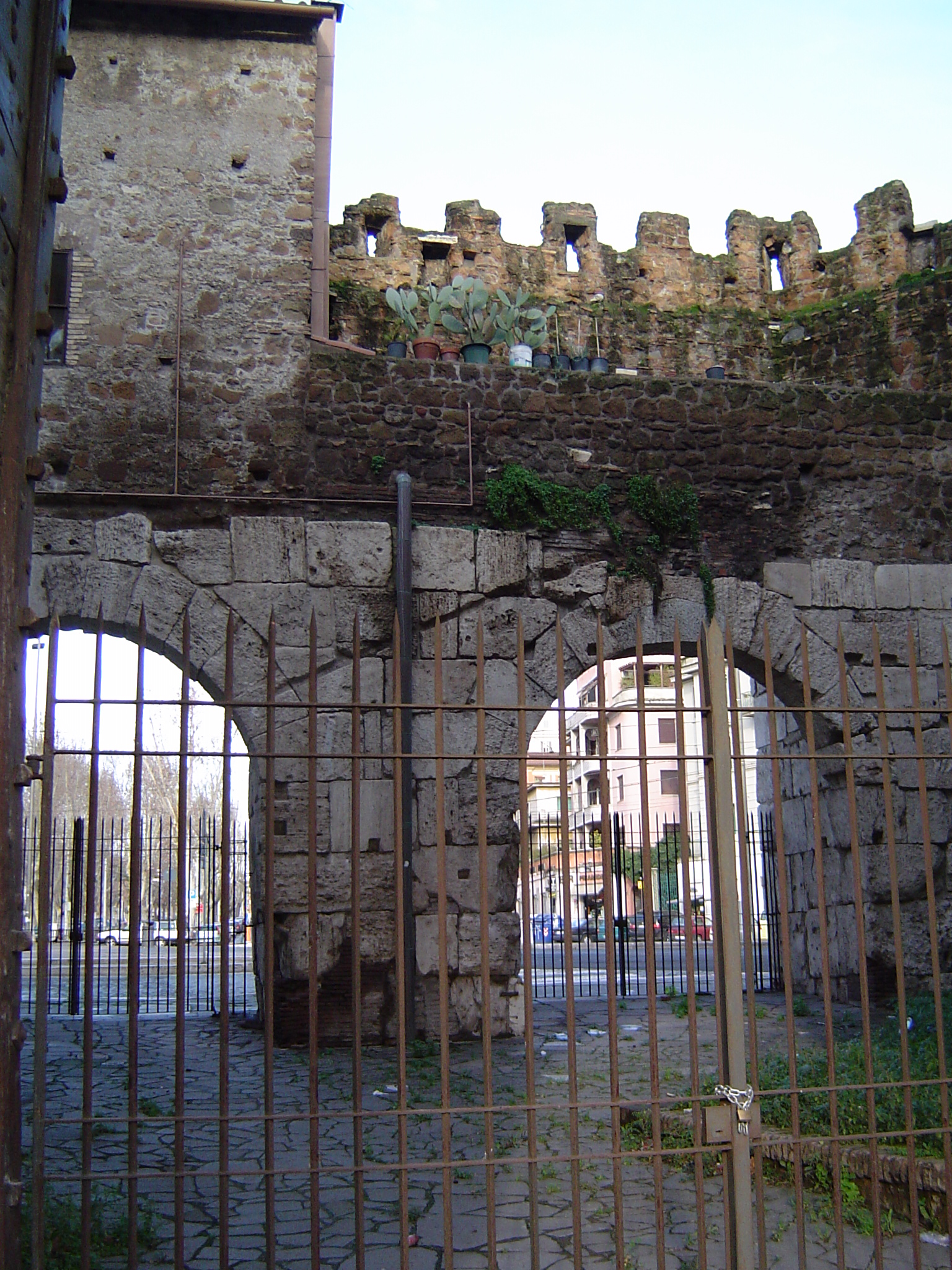
Tratto della via Ostiense che attraversa le Mura aureliane attraverso porta San Paolo

La via Ostiense originale iniziava dalla porta Trigemina delle Mura serviane, percorreva le pendici occidentali dell'Aventino da nord a sud e riceveva un ramo che si originava dalla porta Lavernalis e un secondo, poco dopo la Piramide Cestia con la quale si allineava, originantesi dalla porta Raudusculana. Con la costruzione delle Mura aureliane, la via Ostiense fu fatta passare attraverso porta San Paolo, che prende il nome dalla basilica di San Paolo fuori le mura, raggiungibile percorrendo l'Ostiense e posta poco fuori le mura stesse.
A 6 km (4 miglia) da Roma, all'altezza del vicus Alexandri, dalla via Ostiense si separava la via Laurentina, verso Lavinio.
La via Ostiense e la via Campana erano entrambe sotto un curator appartenente all'ordine equestre.
La moderna via Ostiense connette Roma al Quartiere Lido di Ostia, uno dei tre unici Quartieri fuori del Raccordo Anulare.
Lungo il percorso la via Ostiense attraversava diversi corsi d'acqua prossimi a confluire nel Tevere. Il primo provenendo da Porta San Paolo e forse il più importante era il fiume Almone oggi intubato e deviato ed il cui tratto finale dell'alveo era corrispondente in larga parte alla attuale Circonvallazione Ostiense e che veniva superato con il ponte noto in passato come ponte della Travicella.

## Storia

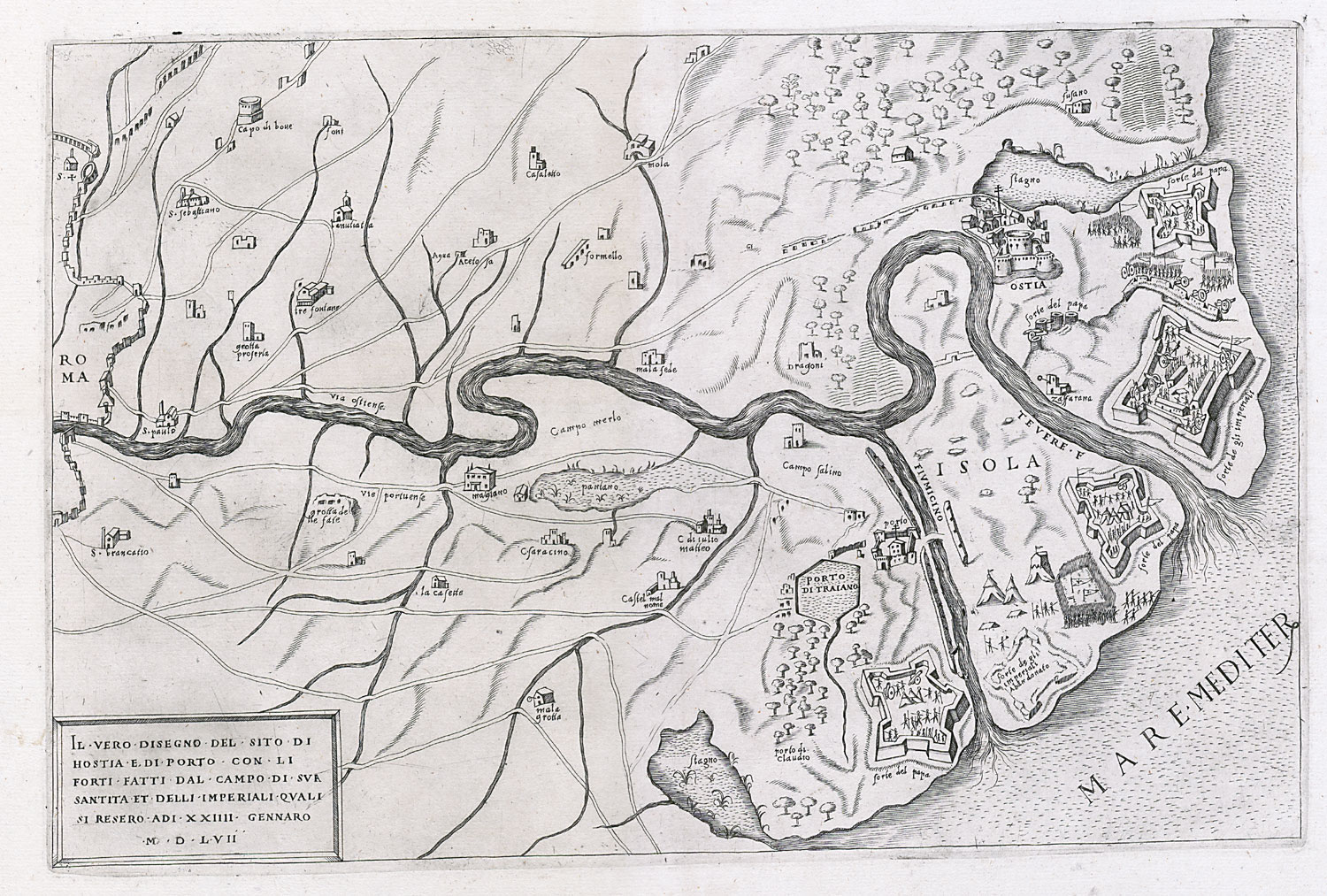
Descrizione di Dietrich Wolf del percorso della Via Ostiense nel 1557 anteriore alle trasformazioni del corso del Tevere

### Le origini
La via Ostiense era una delle vie extraurbane più antiche di Roma, che la univa al suo porto naturale alla foce (Ostium) del Tevere prima noto con il nome di Albula, nel luogo dove secondo la mitologia Enea sbarcò dando il nome di Troia al suo primo accampamento posto alla distanza di 4 stadi dalla foce, nel territorio di Laurentum e nei cui pressi secondo la tradizione, il re Anco Marzio nel 633 a.C. fondò sulla riva sinistra nota come ripa latina o romana poi ripa graeca, la colonia che dal luogo prese il nome di Ostia, impiantandovi anche le saline, quando il littus tuscus  o ripa veiens cioè il versante settentrionale del Tevere e le sue saline, di molto anteriori a quelle ostiensi, erano state tolte solo da circa un secolo dai romani, secondo la tradizione guidati da Romolo, agli Etruschi Veienti.

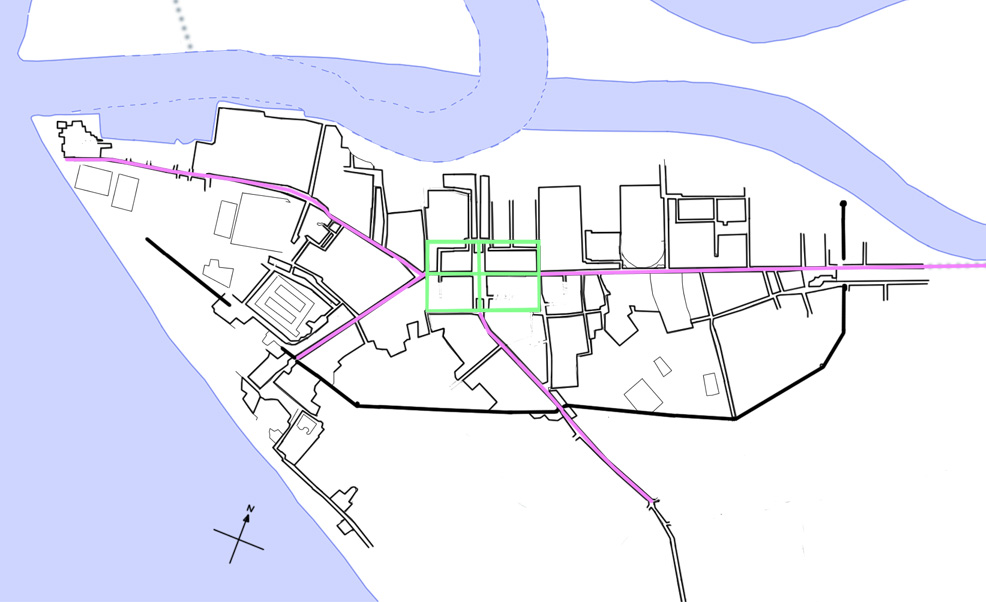
Descrizione di Ostia e della sua area portuale con le trasformazioni dell'alveo del Tevere. In colore viola si evidenziano gli assi viari

Non essendo stati rinvenuti nel sito archeologico attuale reperti anteriori all'età repubblicana, sembra ancora dibattuta la esatta localizzazione della originaria colonia fondata da Anco Marzio, posto che la foce del Tevere dall'VIII-IX secolo fino al IV a.C. subì una diversione da nord a sud verso l'attuale foce e considerato il grado di avanzamento della linea di costa pari a circa 3700 metri dal 633 a.C. al 1874, ritenendosi questa collocata tra la biforcazione del braccio artificiale traianeo noto come canale di Fiumicino e i dintorni del borgo di Gregoriopoli sorto nel IX secolo (attuale località di Ostia Antica), dove sono stati ritrovati reperti di età villanoviana.
La via era parte di un ben più esteso asse viario utilizzato fin dalla più remota antichità per il traffico del sale (via Salaria), che collegava le saline del mare inferum (Tirreno) a quelle del mare superum (Adriatico).

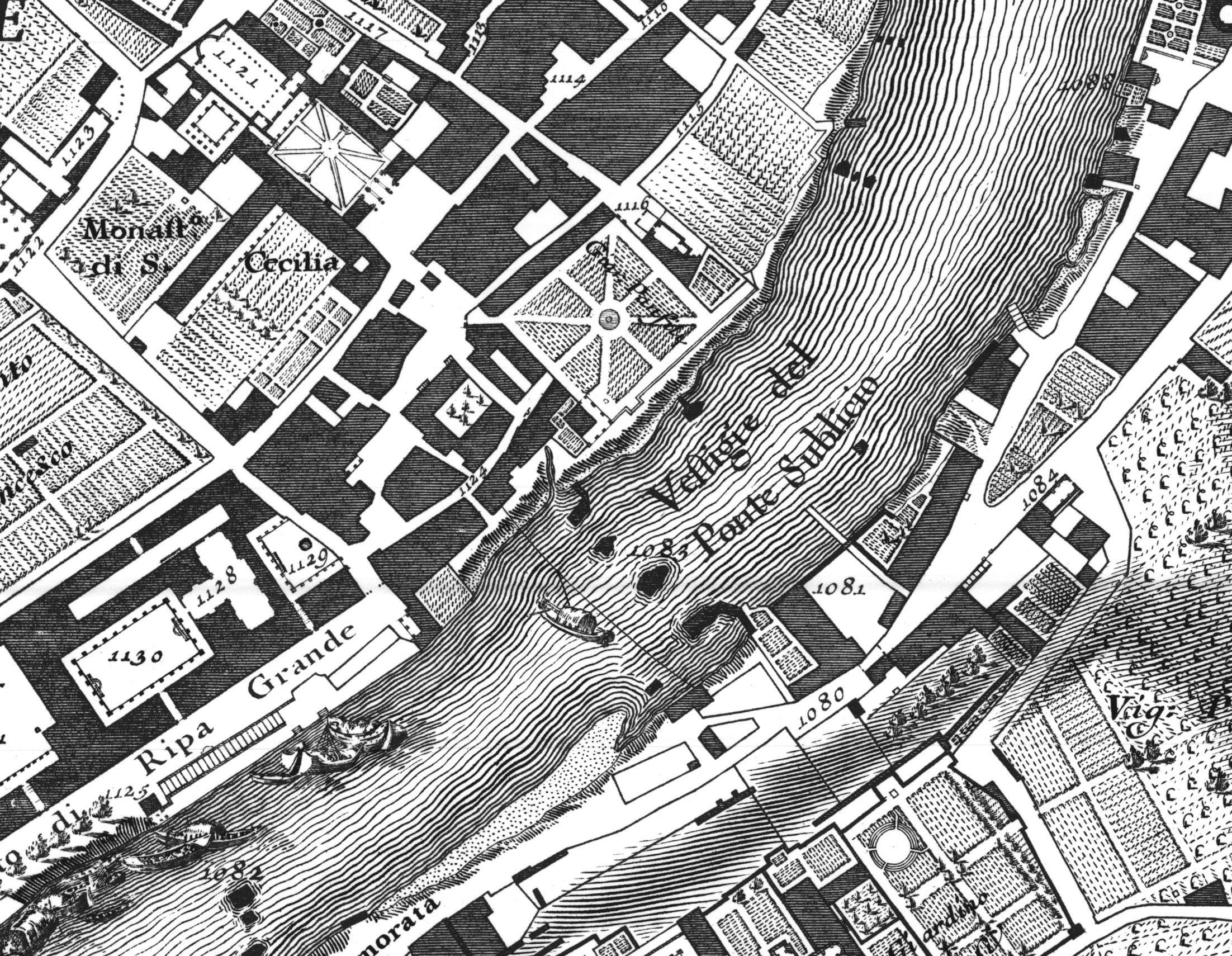
In basso il n.1080 della Pianta di G. B. Nolli raffigurante l'area della probabile localizzazione della Porta Trigemina

La via Ostiense originaria aveva inizio dalla porta Trigemina posta presso l'argine del Tevere a nord-ovest del colle Aventino, non lontano dalla località destinata allo stoccaggio del sale nota come Salara e dal Foro Olitorio, dove confluiva, per mezzo del passaggio sull'Isola Tiberina anche la via Campana, per inoltrarsi, dopo aver costeggiato al suo principio la zona portuale dei Navalia e dell’Emporium alla Marmorata edificati a prolungamento del Foro Boario, tra il fiume e il monte Testaccio seguendo poi verosimilmente il corso del Tevere fino alla sua foce, venendo utilizzata sin dal principio come strada di servizio all'utilizzo del fiume principalmente come via commerciale per l'approvvigionamento della città, e in funzione dell'attività di alaggio delle navi onerarie e caudicarie che risalendo il fiume utilizzavano per il carico e lo scarico delle merci i vari scali fluviali posti lungo il suo corso (tra questi il molo detto della Pozzolana, noto nel medioevo come portus Grapigliani, presso il Vicus Alexandri) e lo scalo noto come Darsene di Pietra Papa presso l'attuale Ponte Guglielmo Marconi attivo tra I sec. a.C. e II d.C.

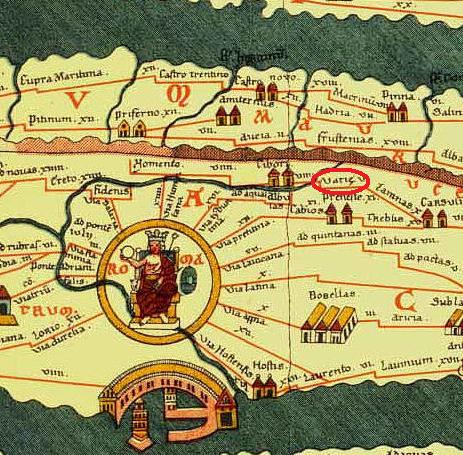
In basso Ostia, la via Ostiense e il Porto di Claudio (ancora non collegato dalla via Portuense) raffigurate nella Tavola Peutingeriana

Per quanto riguarda la sua lunghezza, gran parte degli storici tra i quali Plinio il Vecchio e Cassiodoro, oltre alla tavola Peutingeriana e l'Itinerario Antonino, erano concordi nel fissarla in circa 16 miglia pari a poco meno di km 24; diversamente Strabone misurava la distanza percorsa dalle barche che risalivano il fiume in 190 stadi pari a miglia 23 e ¾, pari a poco più di km 35, pienamente coerente con la lunghezza del fiume anteriormente alle rapide trasformazioni avvenute in prossimità della foce nel 1557, con la perdita di un breve tratto di corso denominato poi per qualche tempo come Braccio o Fiume morto. Dionigi di Alicarnasso nel suo Antichità romane, dava invece una distanza in linea retta di Roma dal lido di 120 stadi pari a circa km 22,200. È da sottolineare come la lunghezza della via subì variazioni, anche se contenute, nel tempo dovute alle ripetute e testimoniate modifiche dell'alveo del Tevere
Secondo Plinio il Giovane, nel descrivere il percorso che faceva per portarsi alla sua villa presso Laurentum, si doveva lasciare la via Ostiense all'XI miglio per inoltrarsi sul diverticolo che vi conduceva, riferimento a questo miliario citato anche da Festo per indicare presso quei dintorni la presenza dell'antico scalo fluviale noto come Puilia Saxa, sito presso l'antica Ficana; tale distanza coincide ancora in modo evidente se alla via si fa percorrere in modo aderente tutto l'argine sinistro del fiume a partire dalla citata porta Trigemina.

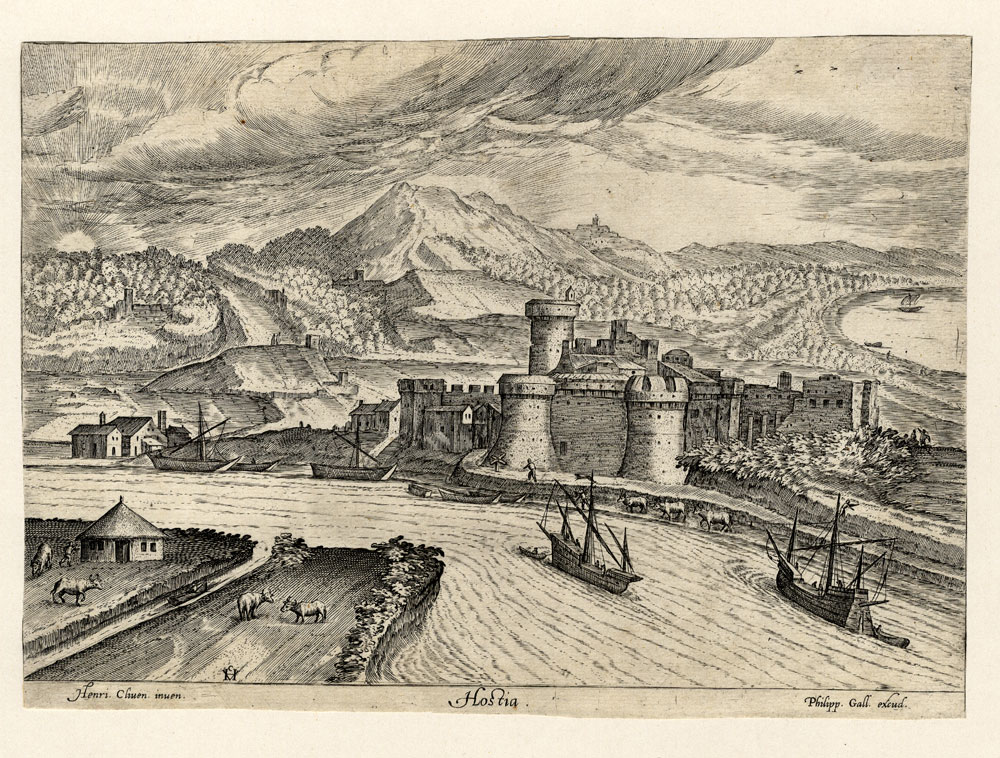
L'abitato di Ostia (Antica), sorto sul luogo di Gregoriopoli, prima del 1557. Sullo sfondo a sinistra la via Ostiense.

Procopio di Cesarea nel suo “De Bello Gothico” nel VI secolo d.C. descriveva la via come tortuosa, ma non è da escludere che la via fosse già stata oggetto prima di allora di cospicue opere di rettificazione e risanamento soprattutto nel suo tratto terminale sia per velocizzare i trasporti su terra anche a fini militari, in concomitanza dell'espandersi di Roma a partire dalle Guerre puniche, che per superare estese aree acquitrinose come lasciano pensare i reperti del tratto viario in località Acilia, dove la strada veniva fatta passare su un viadotto ad archi risalente al II-III secolo a.C., tagliando così il tratto viario che divergendo a destra prima del ponte detto della Refolta, e cronologicamente anteriore a questo, percorreva tutta l'ansa del Tevere, giungendo ad Ostia dopo aver lambito il monte Cugno e poi a nord il lago o stagno di levante, attraversando aree note ancora nel XIX secolo come Risacco di Dragoncello e Larghi di Ostia. Non è altresì da escludere che la strada intorno al secolo III a.C.  sia stata interamente ricostruita nel tratto finale per adeguarla alle conseguenze delle disastrose inondazioni che mutarono il corso del Tevere tra IV e VIII secolo a.C. con la probabile rifondazione della colonia ostiense rispetto al primitivo sito di età regia. La strada tuttavia perse notevolmente di importanza con la costruzione nel I secolo d.C. del Porto claudiano-traianeo sull'argine destro del Tevere servito dalla nuova via Portuense che soppiantò in larga parte l'Ostiense nelle sue funzioni di via commerciale e portuale, causandone la avanzata decadenza già dall'alto medioevo quando lo stesso Procopio la descriveva selvosa e priva di manutenzione.
La breve citazione data da Agostino nelle sue Confessioni (libro IX, capitolo 9) riguardo alla morte della madre Monica, forse per febbre malarica, sopraggiunta nell'agosto del 387 durante l'attesa di una nave che la riconducesse in Africa, descriverebbe Ostia Tiberina come affollata quindi non ancora in decadenza, così come farebbe pensare che il porto della città fosse ormai destinato quasi esclusivamente a scalo dei passeggeri e che l'Ostiense fosse ancora utilizzata essenzialmente per il transito delle persone.

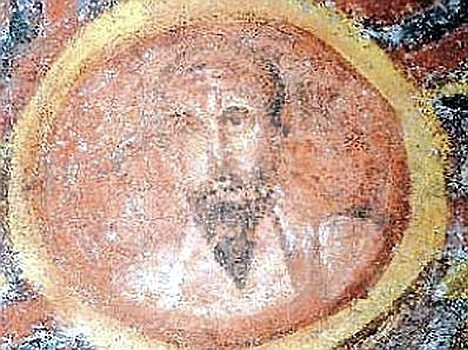
La più antica immagine nota di San Paolo risalente al IV secolo d.C. rinvenuta nella catacomba di S. Tecla nel 2009

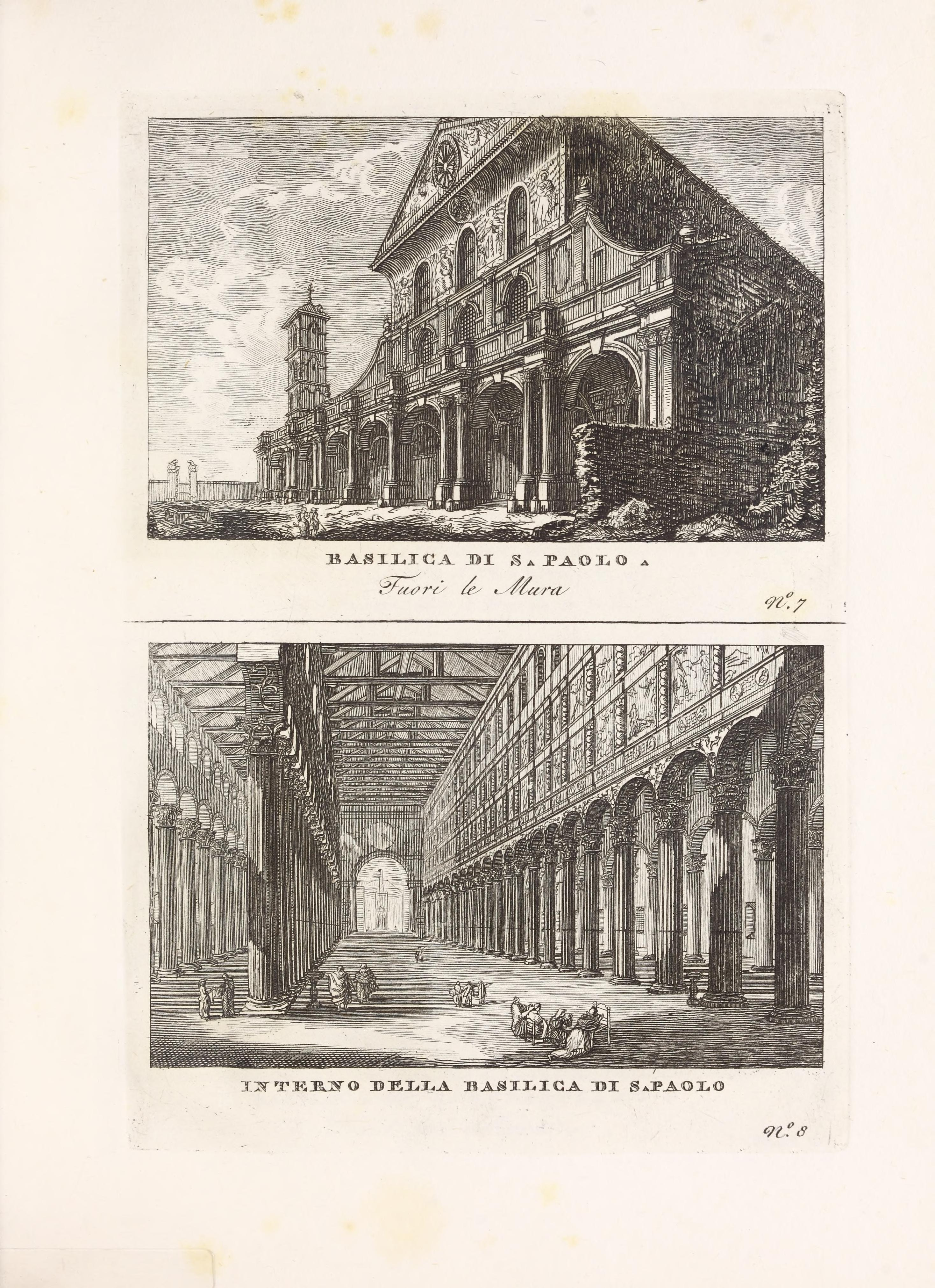
Vedute della Basilica Ostiense anteriori all'incendio del 1823

Con la costruzione delle Mura Aureliane nel III secolo d.C., la via Ostiense originaria venne deviata nel primo tratto facendole percorrere l'attuale via Marmorata per uscire dalla porta che prese il suo nome altrimenti nota come Porta San Paolo nei pressi della Piramide Cestia, per percorrere nel suo primo tratto quella che doveva essere parte della preesistente via Laurentina in uscita dalla Porta Raudusculana con la quale venne a confondersi, assumendo probabilmente il suo definitivo assetto topografico.
Tra il secondo miglio e il terzo dalla Porta Ostiense, secondo quanto riferito da Pirro Ligorio, la via prendeva anche il nome di Gordiana Ostiense così chiamata dalla famiglia imperiale dei Gordiani che la lastricarono e vi fondarono il vicus omonimo che probabilmente doveva coincidere con il vicus Alexandri, più verosimilmente situato dove oggi è costruito il Forte Ostiense sopra l'altura che domina il primo gomito del Tevere, dove sarebbe anche avvenuto il miracolo dello sradicamento dell'albero consacrato agli dei per opera di San Felice che di lì a poco venne martirizzato e sepolto nelle vicine catacombe di Commodilla sulla attuale via delle Sette Chiese
Dalla via prese nome la basilica sorta dove la consolidata tradizione vuole che Timoteo, discepolo di San Paolo decapitato nella non lontana località nota come Acque salvie, abbia sepolto il suo corpo in un'area sepolcrale ivi esistente dal II secolo a.C. al IV d.C.  nota come praedio Lucinae non di rado resa acquitrinosa dalle esondazioni del non lontano Tevere. Costantino sul luogo del Trophaeum eresse un primo edificio di ridotte proporzioni nel 324 vivente papa Silvestro I, che si dimostrò ben presto insufficiente per contenere il crescente afflusso di fedeli, al punto che già nel 386 gli imperatori Teodosio, Arcadio e Valentiniano III ordinarono al prefetto di Roma di prendere accordi con il Senato ed il vescovo di Roma, per iniziare la costruzione di una nuova e più grande basilica che venne consacrata nel 390-391 nella parte del transetto e completata negli anni successivi, con l'abside posto sulla moderna via Ostiense che precedentemente passava lungo l'argine del fiume. Nelle vicinanze della basilica Ostiense si ritrovarono alcune catacombe legate al culto dell'apostolo tra cui la più nota è la catacomba di Santa Tecla ricordata già nella Notitia ecclesiarum urbis Romae del VII secolo d.C. e le catacombe di Commodilla.

### Il Medioevo
In età non precisata tra periodo tardo antico e altomedievale, la basilica ostiense come quella vaticana e quella di S. Lorenzo al Verano, venne dotata di un portico colonnato con volta ricoperta di piombo, che dalla porta Ostiense si protendeva, parallelamente alla via, fino all'edificio sacro per dare riparo ai pellegrini che vi si recavano; di questo portico, ritenuto il più insigne di Roma per la sua magnificenza, si sa che avesse inizio dalla chiesa di San Salvatore de Porta per essere ubicato presso porta San Paolo, e che l'ultimo papa che lo restaurò nel 855 fu papa Benedetto III. Prima di raggiungere la basilica, lungo il portico sorgevano diverse chiese e cappelle di antica memoria tra cui la chiesa di S. Menna ricordata fino al X secolo e la cappella dei Santi Pietro e Paolo; così come nei dintorni della basilica sorgevano altre chiese tra le quali quella di S. Stefano dove si venerava una delle pietre con cui secondo la tradizione fu lapidato il protomartire. Di questo portico ancora se ne vedevano dei ruderi ai tempi di Pompeo Ugonio e di Urbano VIII.
Per proteggere la basilica dalle continue scorrerie culminate con quella dei Saraceni che la saccheggiarono nell'847 risalendo il Tevere con le loro navi di ridotto pescaggio, negli immediati pressi Giovanni VIII vi fece erigere una fortezza che da lui prese il nome di Giovannìpoli con un perimetro delle mura di circa due miglia, che rimase in opera come sembra fino al terremoto del 1348, di cui nulla rimane della sua struttura e della sua disposizione lungo la via Ostiense e dell'eventuale fortificazione dell'adiacente Rupe detta di San Paolo.
Nei pressi del VII miglio dalla Porta Ostiense, subito dopo aver oltrepassato il fosso detto di Mezzocamino, era testimoniato sin dal V secolo il cimitero in cui vennero tumulati da Lucina i corpi dei santi Ciriaco di Roma, Largo, Crescenziano, Memmia, Giuliana e Smaragdo i cui resti furono definitivamente identificati nel 1915, e il cui terreno circostante formante la tenuta detta di S. Ciriaco era proprietà della cappellania di S. Paolo istituita dai Capizucchi sin dal 1390 nella chiesa di S. Maria in Campitelli.

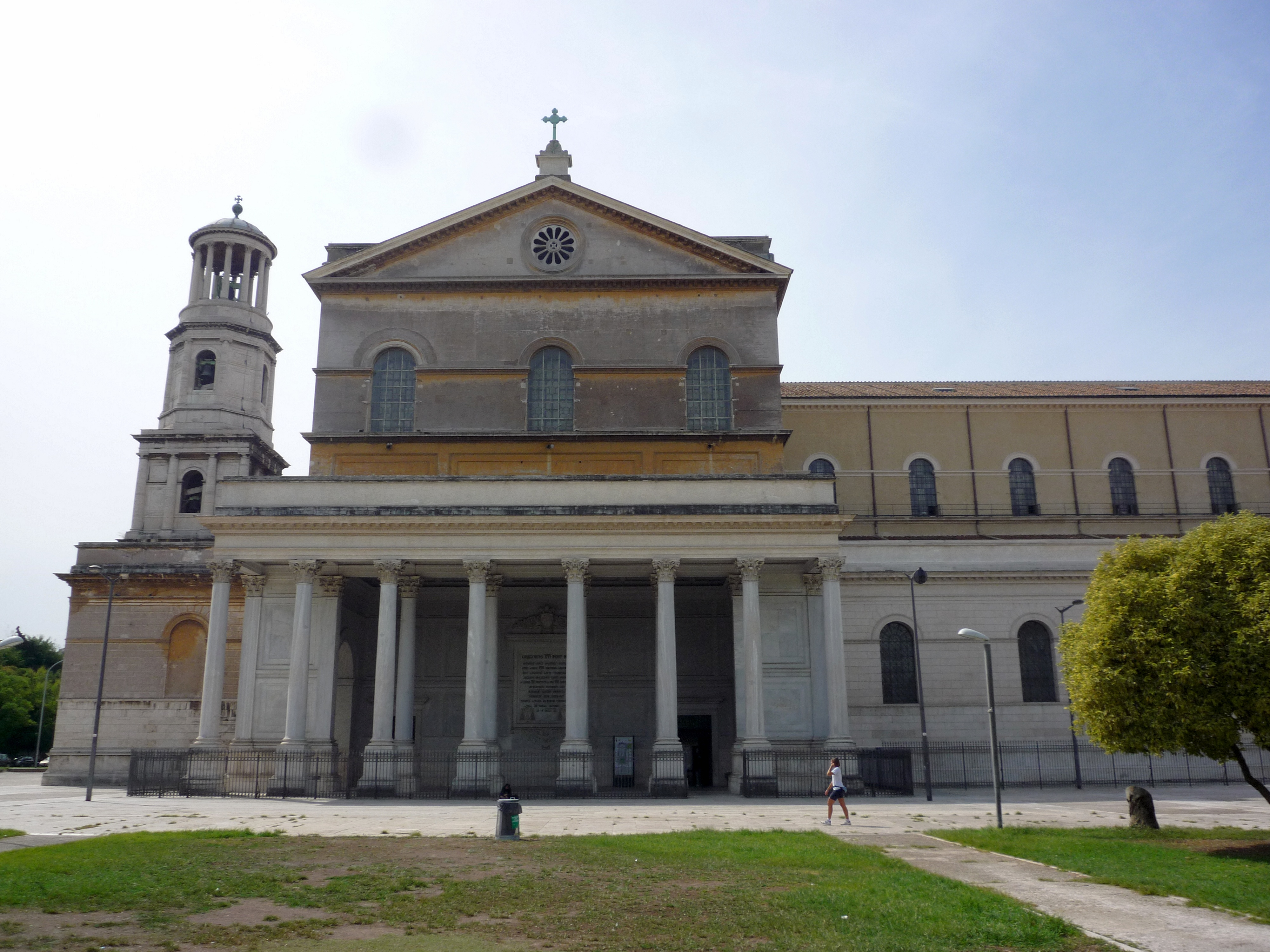
Portico Gregoriano della Basilica di San Paolo con gli antistanti giardini del Parco Schuster

A partire dall'alto medioevo i territori adiacenti alla via Ostiense, soprattutto per mezzo della Camera Apostolica e dell'Abbazia Ostiense, appaiono largamente appartenenti alla Chiesa di Roma che utilizzò come fondi destinati all'impianto delle prime domuscultae e ad uso residenziale in zona di Dragona per lo stesso vescovo di Roma.

### Età moderna e contemporanea
Nella seconda metà del secolo XVI Michel de Montaigne nel suo Viaggio in Italia descriveva la strada ancora pavimentata per due terzi del suo percorso con i grandi blocchi neri di età romana e fiancheggiata da numerosi ruderi di acquedotti e ville romane.
Nel prato antistante il portico gregoriano della basilica adiacente alla via oggi noto come Parco Ildefonso Schuster ed in passato come Prato dell'Imperatore secondo quanto descritto nel Catasto Alessandrino del secolo XVII, vennero tumulati almeno 15.000 defunti che persero la vita nella pestilenza che infestò Roma e il centro Italia nel 1656, lì trasportati con le barche provenienti in gran parte dal lazzaretto istituito presso l'Isola Tiberina.

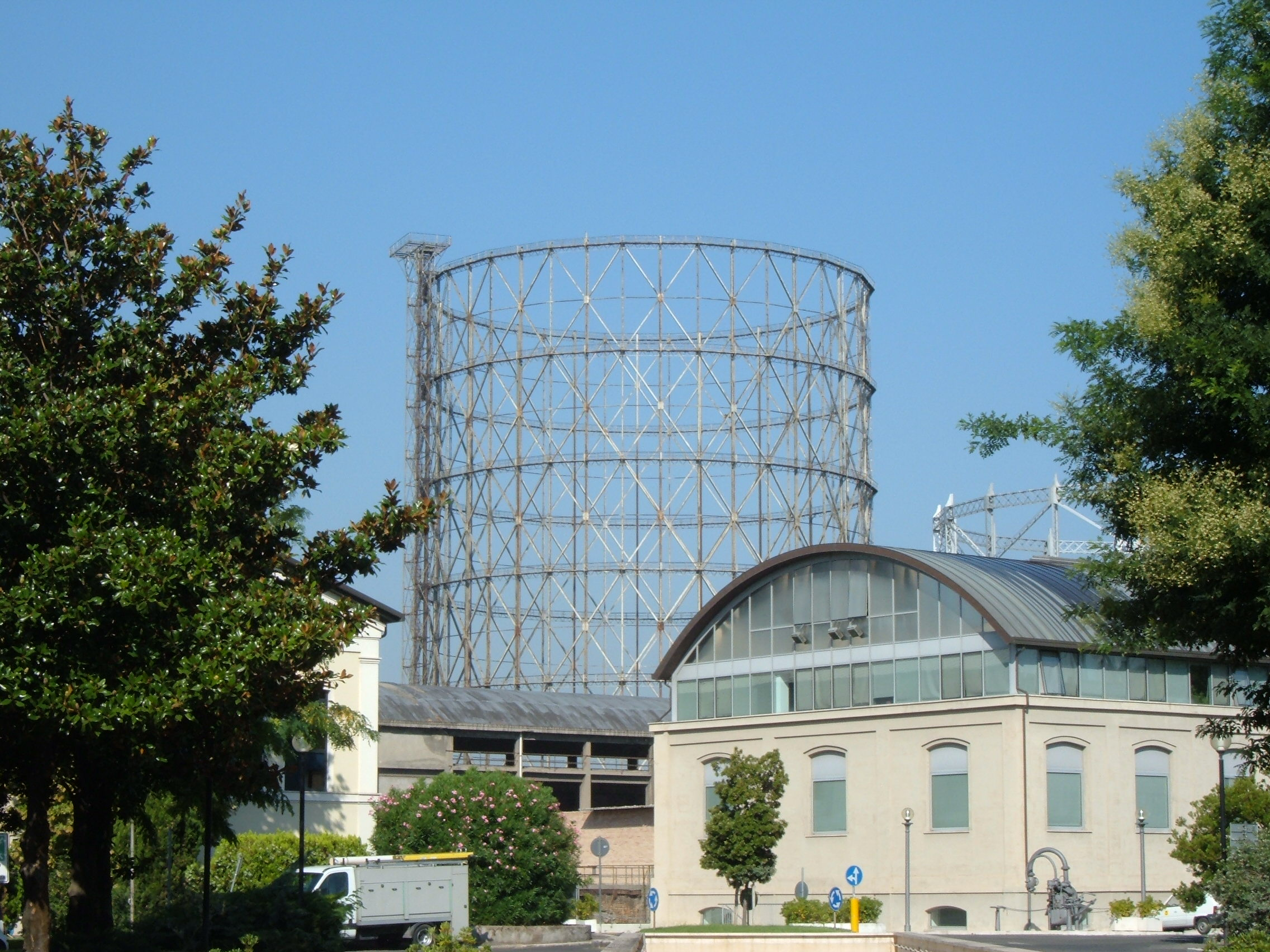
Il gasometro

In età post-unitaria sotto la guida della giunta comunale guidata da Ernesto Nathan, il quadrante sud della città, interessato da importanti percorsi di transito delle merci quali il fiume e la linea ferroviaria di origine pontificia passante per il ponte dell’Industria che collegava la linea Roma Civitavecchia alla originaria stazione Termini, oltre alla già progettata linea ferroviaria di collegamento con Ostia, venne individuato come il più idoneo ad accogliere il nuovo polo industriale di cui il primo tratto della via Ostiense divenne l'asse centrale, attorno al quale gravitavano i nuovi insediamenti industriali e che nell'arco di un decennio entrarono in funzione: i Magazzini generali (1910), le officine per la produzione del gas della Società Anglo-Romana che installò il Gazometro (1910), il Porto e la Dogana fluviale (1912), la centrale Montemartini (1912), il Consorzio agrario cooperativo (1919), i nuovi Mercati generali (1922-1927) e la linea ferroviaria Roma-Ostia Lido (1924), a cui si aggiunse successivamente la stazione di Roma Ostiense; divenendo in breve il principale nucleo produttivo e di servizi della città durante tutta la prima metà del secolo XX, e la via asse principale del nuovo quartiere Ostiense che andava sviluppandosi.

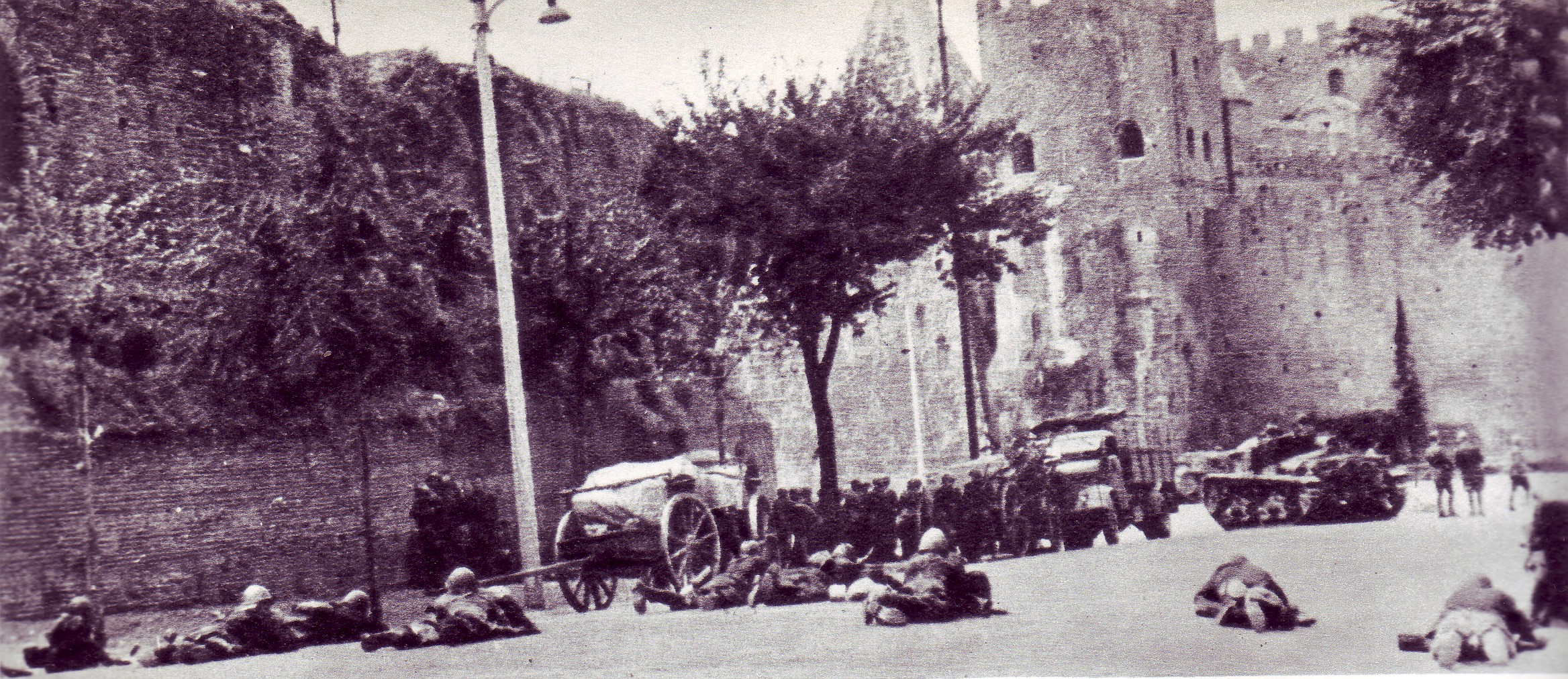
Foto d'epoca degli scontri del 10 settembre 1943 a Porta San Paolo

Il 10 settembre 1943, due giorni dopo l'annuncio dell'Armistizio di Cassibile dato dal Maresciallo Pietro Badoglio, Porta San Paolo fu teatro dell'estremo tentativo dell'esercito italiano e di parte della popolazione di evitare l'occupazione tedesca di Roma, che dovette arrendersi alle ore 16.00 di quel giorno, che fu una delle prime azioni dei gruppi partigiani combattenti per la Resistenza, a cui parteciparono, tra i più noti, Sandro Pertini, Bruno Buozzi, Adriano Ossicini e Raffaele Persichetti, che vi perse la vita ed a cui fu dedicata una via nei pressi della piazza, adiacente alla Piramide Cestia. Gli scontri, che si svolsero il giorno dopo la fondazione del CLN, interessarono gran parte del quadrante sud della città.

### Fonti primarie
- Festo, 250
- Plinio, Lettere, ii.17.2
- CIL VI, 1610, CIL XIV, 4086, CIL XIV, 4087, CIL VI, 31585

### Fonti secondarie
- Samuel Ball Platner, "Via Ostiensis", A Topographical Dictionary of Ancient Rome, Oxford University Press, Londra, 1929.